# YF-215
YF-215，即“200吨级液氧甲烷发动机”，是中華人民共和國正在研制中的一型液體火箭發動機，该发动机以液氧甲烷为推进剂，预计将会成为中国第一款採用全流量分级燃烧循环技术的火箭发动机，计划用於長征九號系列火箭的芯一级。